# Кайнан
Кайнан (яп. 海南市, かいなんし, кайнан сі ) — місто в Японії, у північно-західній частині префектури Вакаяма.
Засноване 1 травня 1934 року шляхом об'єднання таких населених пунктів:
- містечка Куруе повіту Кайсо (海草郡黒江町)
- містечка Найкай (内海町)
- містечка Хіката (日方町)
- села Оно (大野村)

Місто лежить на березі Вакаямської затоки. З 17 століття землі сучасного Кайнана відомі виготовленням куруеського лакованого дерев'яного посуду куруе-нурі (黒江塗) та японських парасольок.
Основою економіки сучасного Кайнана є енергопереробна і хімічна промисловість, а також виготовлення електроприладів.